# هورنبي (نيويورك)
هورنبي (بالإنجليزية: Hornby, New York)‏ هي بلدة أمريكية تقع في الولايات المتحدة في مقاطعة ستوبين، نيويورك. يقدر عدد سكانها بـ 1,742 نسمة ومساحتها 105.9 كم2 وترتفع عن سطح البحر 493 متر.